# Veaceslav Volghin
Veaceslav Volghin (n. 2(14) iunie 1879 - d. 3 iulie 1962) a fost un om de știință rus, care a fost ales ca membru titular al Academiei de Științe a URSS.
La data de 12 iunie 1946, academicianul Veaceslav Volghin, vicepreședinte al Academiei de Științe a URSS, a fost numit ca director al Bazei Moldovenești de Cercetări Științifice a Academiei de Științe a URSS, cu sediul la Chișinău. Baza Moldovenească de Cercetări
Științifice includea Institutul de Cercetări Științifice în domeniul Istoriei, Limbii și
Literaturii, sectoarele de geologie, botanică, viticultură și pomicultură, pedologie, zoologie, energetică, precum și grupul de management al apelor, economie și geografie.
A îndeplinit această funcție până la 6 octombrie 1949 când Baza Moldovenească de Cercetări
Științifice a Academiei de Științe a URSS a fost reorganizată în Filiala Moldovenească a
Academiei de Științe a URSS.